# District de Montluel
Le district de Montluel était une division territoriale du département de l'Ain de 1790 à 1795.

## Composition
Il était composé de trois cantons : Chalamont, Meximieux et Montluel.

## Galerie

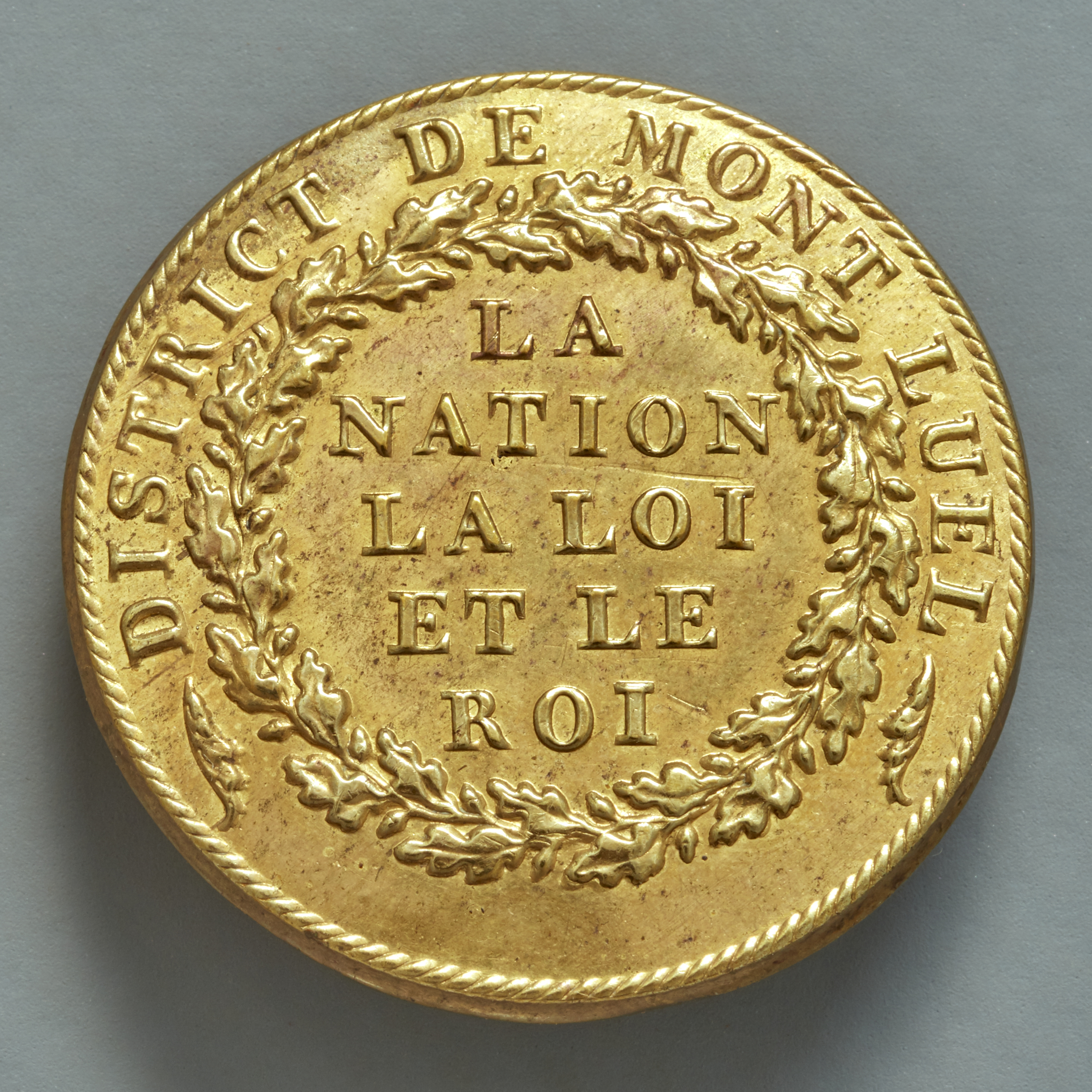
Bouton (musée Carnavalet) :  DISTRICT  DE MONT LUEL